# Râul Groapa Apei
Râul Groapa Apei este un curs de apă, afluent al râului Olt. 